# グラフィティ'96
『グラフィティ'96』→『グラフィティ'97』は、1996年4月18日から1997年3月13日までTBS系列局で放送されていた毎日放送制作の情報番組である。放送時間は毎週木曜 20時00分 - 20時54分（日本標準時）。
「旬の情報だけをドラマティックに伝える」をコンセプトにした番組で、主に1996年当時の人気芸能人やヒット商品の火付け役などを取り上げていた。
系列外では、秋田放送(ABS)や福井テレビ(FTB)でも遅れネットで放送していた。